# Барби: Острвска принцеза
Барби: Острвска принцеза (енгл. Barbie as the Island Princess) је америчко-канадски рачунарски-анимиран Барби филм из 2007. године. 
Постоји две српске синхронизације. Прву синхронизацију је 2007. године направила Хепи телевизија за истоимени канал. Хепијева синхронизација филма нема DVD издања; у овој синхронизацији, песме нису синхронизоване. Другу синхронизацију филма је 2012. године урадио студио Идеограм, такође за Хепи телевизију. Идеограмова синхронизација је касније приказивана и на Минимаксу. Ова синхронизација нема DVD издања, али за разлику од претходне синхронизације, песме су синхронизоване.

## Синопис
Након снажне олује, Саги, мудра црвена панда и Азул, блистави паун откривају да је шестогодишња девојчица доживела бродолом на њиховом острву. Они и беба слоница по имену Тика одлучују да јој помогну. Временом, она учи да разговара са животињама, али не памти ништа о својој прошлости пре бродолома, укључујући и њено име. Њени једини трагови су похабани сандук са сломљеном плочице са натписом „Ро” и исцепана застава са белом ружом.

## Улоге
| Име лика          | Глас                                      |
| ----------------- | ----------------------------------------- |
| Розела            | Кели Шеридан (говор) Мелиса Лјонс (песме) |
| Принц Антонио     | Алесандро Џулијани                        |
| Саги              | Кристофер Гејзе                           |
| Азул              | Стив Марвел                               |
| Тика              | Сузан Роман                               |
| Краљ Петар        | Расел Робертс                             |
| Мама прасе        | Патриција Дрејк                           |
| Талула            | Бетс Малоне                               |
| Краљица Аријана   | Андреа Мартин                             |
| Принцеза Лусијана | Кендис Никол                              |
| Тини              | Кејтлин Бар                               |
| Софија            | Чантал Стренд                             |
| Рита              | Брит Макилип                              |